# 문언박
문언박(文彥博, 1006년 10월 23일 ~ 1097년 6월 16일)은 자는 관부(寬夫)로, 50년 이상 네 명의 황제를 섬긴 송나라의 사대부였다. 그는 인종 황제의 재위 기간 동안 재상을 지냈다.

## 인종 황제 재위 중
1027년 과거에 합격한 후, 문언박은 처음으로 이청현의 현령이 되었다. 나중에 그는 강주 (산시성)의 통판(通判)으로 임명되었다. 마침내 그는 수도 카이펑시에 도착하여 인종 황제를 섬겼는데, 처음에는 감찰어사(監察御史)로, 나중에는 전중시어사(殿中侍御史)로 봉직했다.
1038년, 송나라 서북 지역의 탕구트인들은 독립을 선언하고 자신들의 국가를 하(역사에서는 서하로 알려짐)라고 명명하며 송나라를 침공했다. 문언박은 인종 황제에게 전선의 지휘관들에게 탈영과 비겁함에 대해 부하 장수들을 징계할 독립적인 권한을 부여해야 한다고 제안했다. 기존에는 지휘관들이 그러한 명령을 수행하기 위해 먼저 황제의 허락을 받아야 했다. 문언박은 이 규칙이 평화로운 시기에만 적용될 수 있다고 주장했다. 왜냐하면 전쟁 시기에는 군법 집행과 군사력 집중이 군사 지휘관에게 무엇보다 중요하기 때문이었다. 인종 황제는 그의 조언을 받아들이고 그를 칭찬했다.
1040년, 서하군이 염주 (산시성)를 공격했다. 장군 유평(劉平)이 도시를 지원하러 갔으나 매복에 걸려 언덕에 갇혔다. 유평은 다른 장군 황덕화(黃德和)에게 증원을 요청하는 긴급 메시지를 보냈지만, 황덕화는 두려워 반대 방향으로 도망쳤다. 그 결과 유평은 사로잡혔고, 황덕화는 유평이 변절했다고 황제에게 보고했으며, 심지어 유평의 하인에게 뇌물을 주어 자신의 주장을 뒷받침하게 했다. 인종 황제는 문언박을 하중으로 보내 사건을 심리하게 했다. 면밀한 조사 끝에 문언박은 진실을 밝혀냈으나, 수도에 많은 꽌시를 가지고 있던 황덕화는 문언박의 조사 결과를 훼손하려 했다. 그 결과 인종 황제는 다른 관리인 방적을 보내 사건을 재조사하게 했다. 문언박은 방적에게 사건이 이미 종결되었으니 돌아가야 한다고 말했다. 결국 방적은 문언박의 조사 결과를 받아들였고, 황덕화와 유평의 하인 모두를 처형했다.